# Pale di San Martino
Les Pale di San Martino (également appelé groupe des Pale) forment le plus vaste groupe montagneux des Dolomites, avec une superficie d'environ 240 km2. Situées à cheval entre le Trentin et la Vénétie, elles s'élèvent entre les vallées de Primiero, du Biois et du Cordevole, dans le secteur central des Dolomites. 
Le plateau des Pale s'étend sur environ 50 km2, formant un grand plateau rocheux, quasi lunaire, qui oscille entre 2 500 et 2 800 m d'altitude. 
La partie du groupe située dans le Trentin est entièrement incluse dans le parc naturel de Paneveggio - Pale di San Martino. Selon certaines sources, le groupe a inspiré l'écrivain Dino Buzzati dans le cadre de son roman Le désert des Tartares,.
Le système géologique des Pale est inclus dans le site Les Dolomites, déclaré en 2009 site du patrimoine mondial par l'UNESCO. 

## Toponymie
Le terme « Pala » dérive du nom qui a été utilisé localement pour désigner les berges et les pentes herbeuses situées à la base du groupe ; par extension, il a ensuite défini l'ensemble du groupe montagneux. Les premiers alpinistes, principalement britanniques, après avoir fait les premières randonnées et ouvert quelques itinéraires, désignaient originellement dans leurs mémoires le complexe montagneux avec les termes de Dolomiti di Primiero ou Gruppo delle Pale. 
Ce n'est que plus tard, avec la propagation de la pratique du tourisme de montagne et la construction de routes carrossables qui ont favorisé la croissance de San Martino di Castrozza, qu'elles sont devenues connues dans le monde de l'alpinisme sous le nom des Pale di San Martino. 

## Géographie

### Principaux sommets

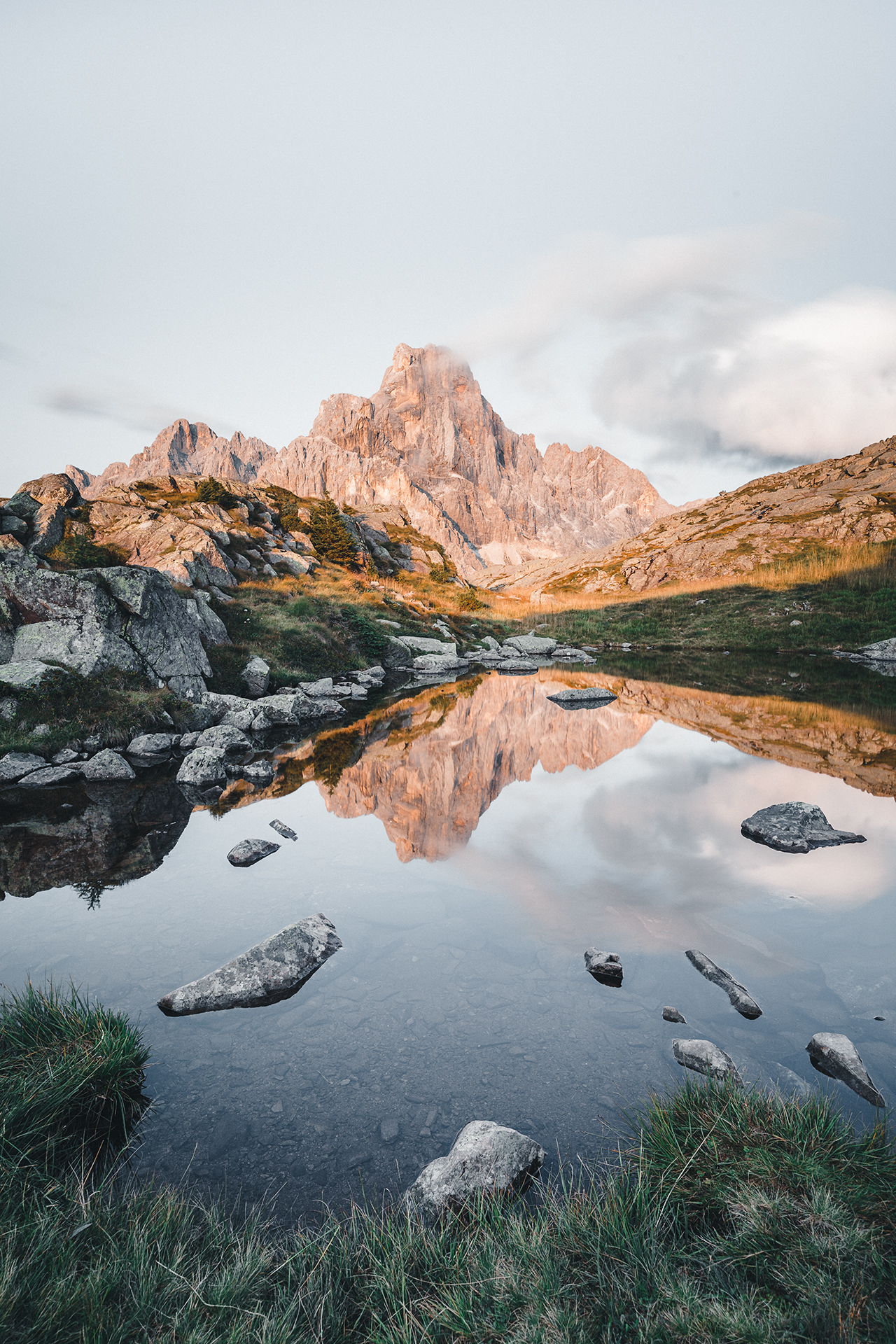
Les Pale di San Martino.

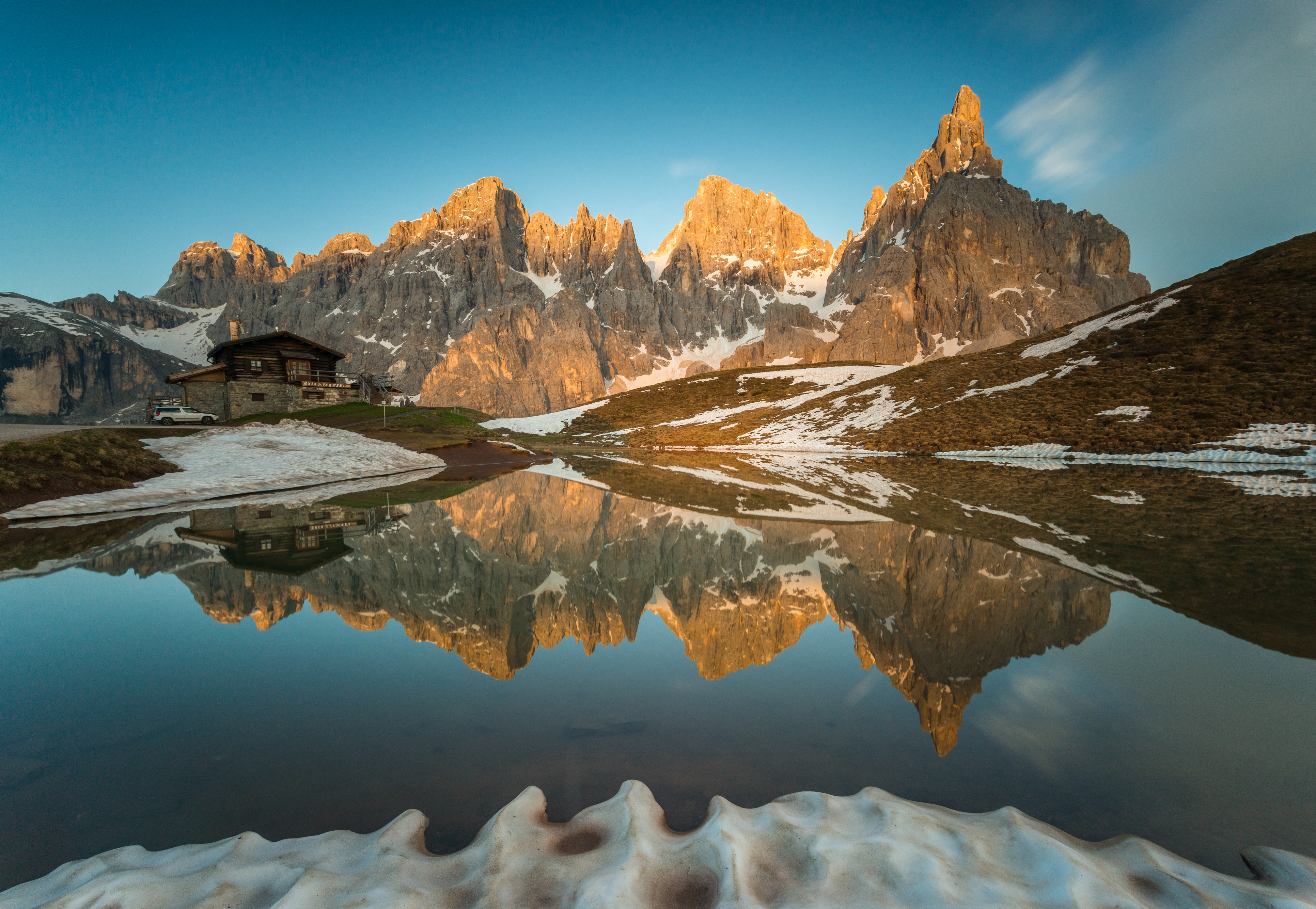
Les Pale di San Martino vu de la Baita Segantini.

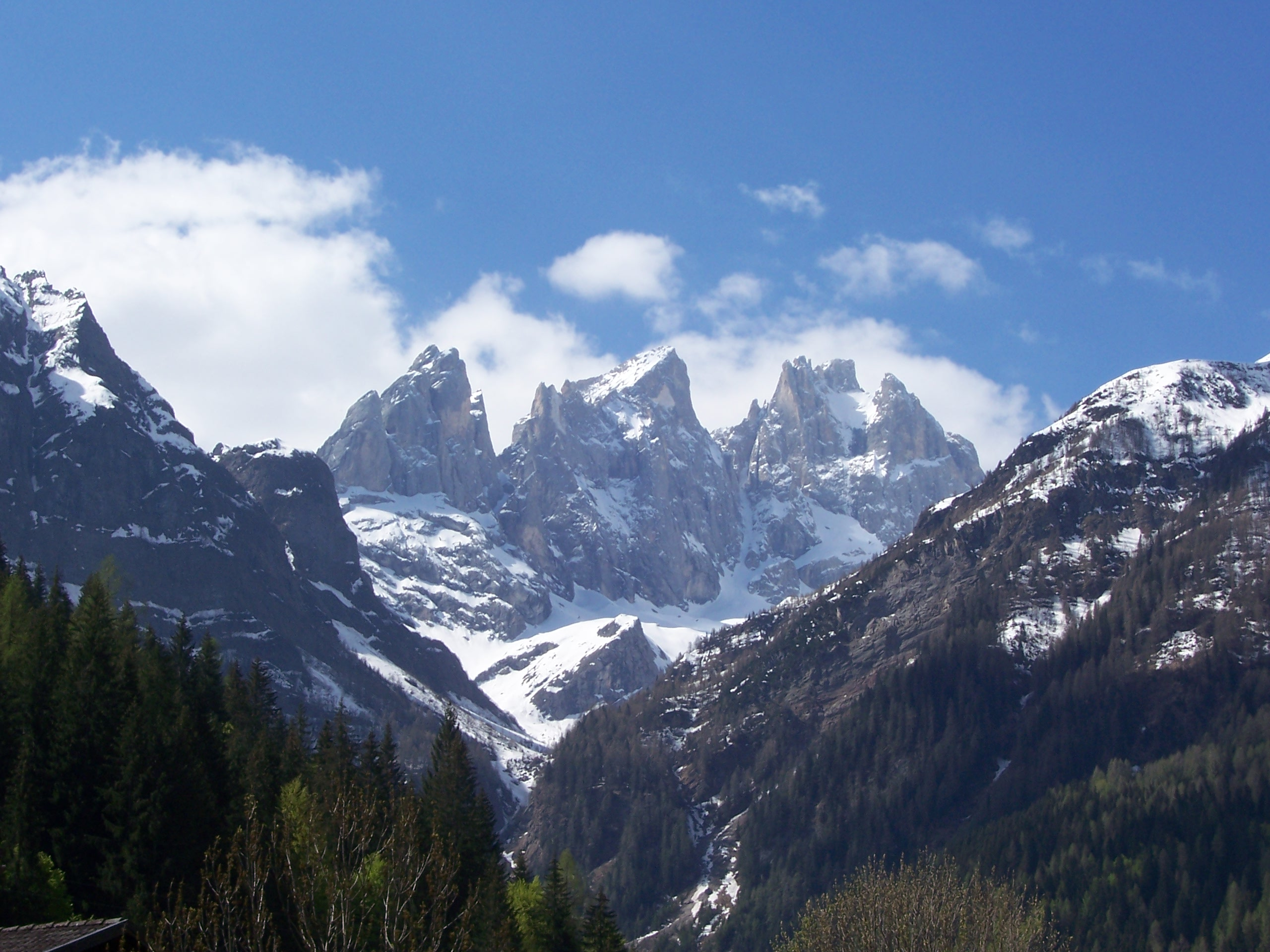
Le Monte Focobon.

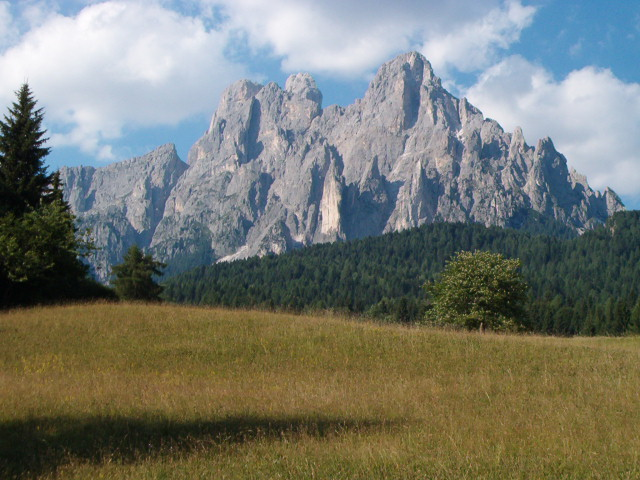
Cima Madonna, Sass Màor et Cima Cimerlo vus de Prati Poline.

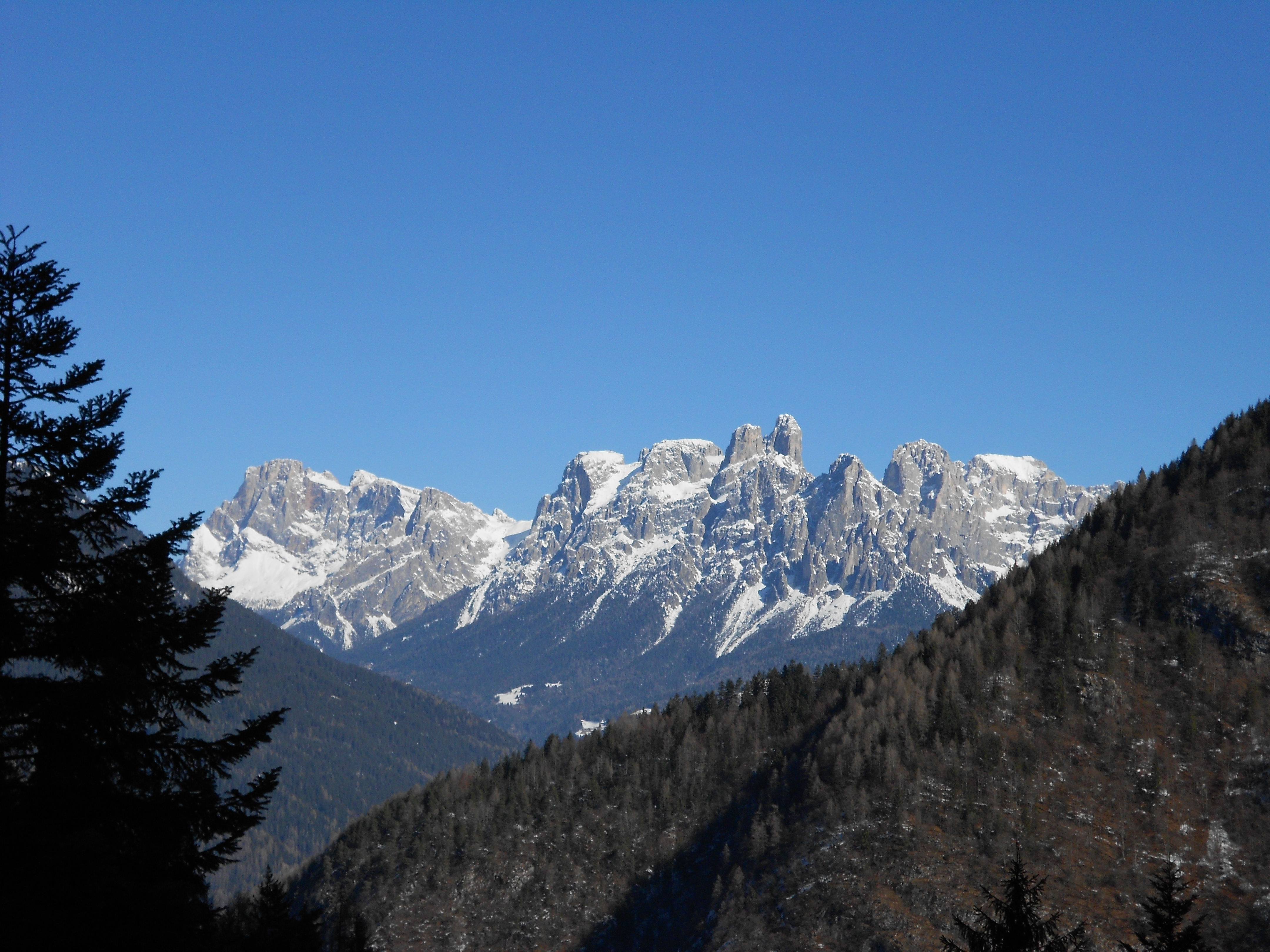
Les Pale de San Martino vu du Monte Vederna.

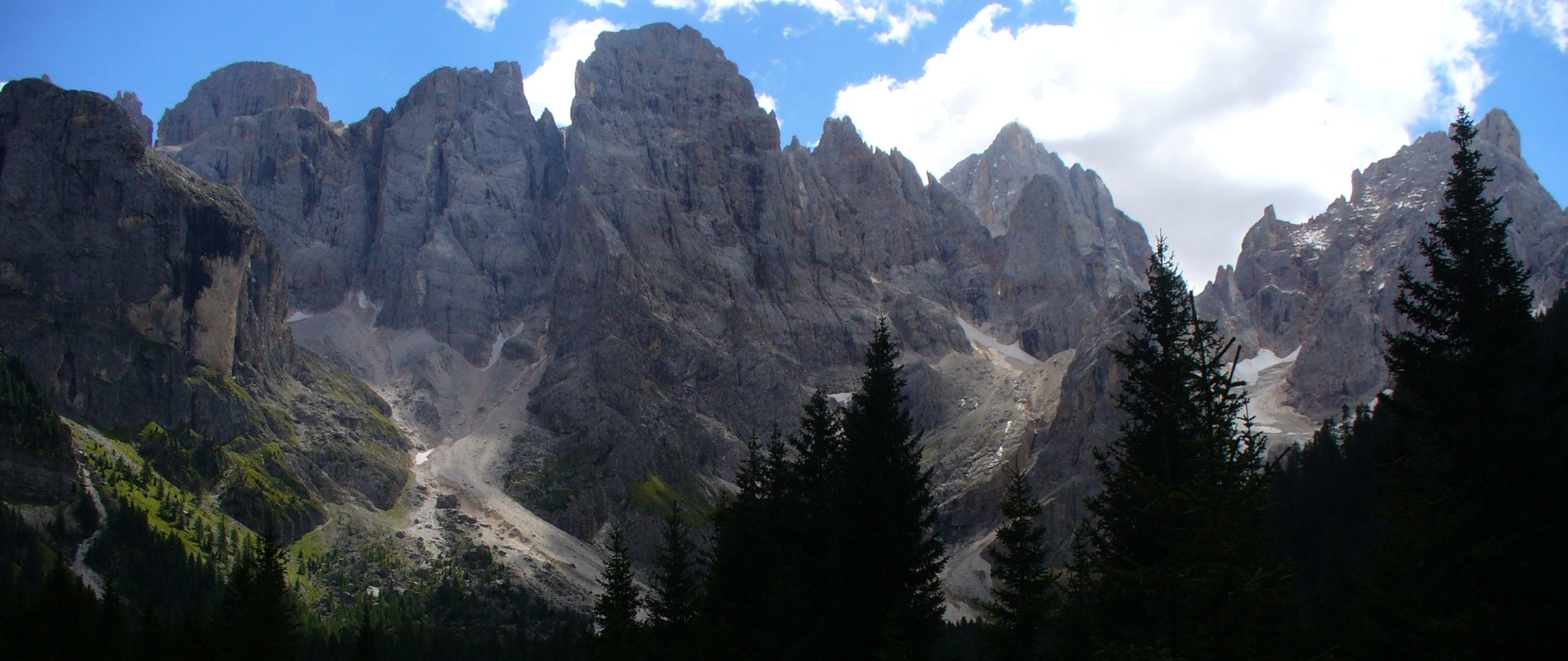
Cima di Val Grande, Cima della Vezzana et Cimon della Pala vus du val Venegia.

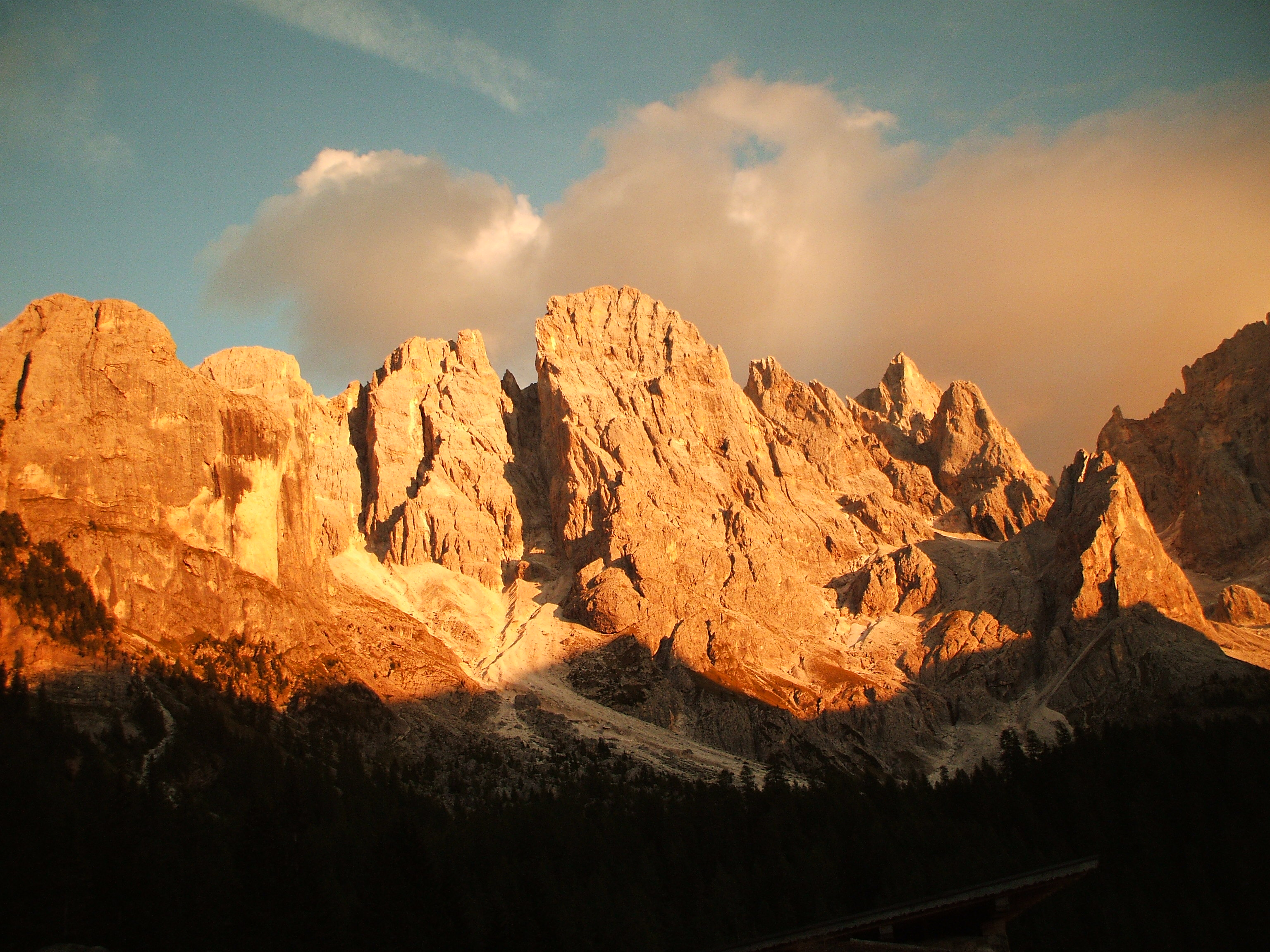
Coucher de soleil sur la Cima della Vezzana et le Cimon della Pala depuis le val Venegia.

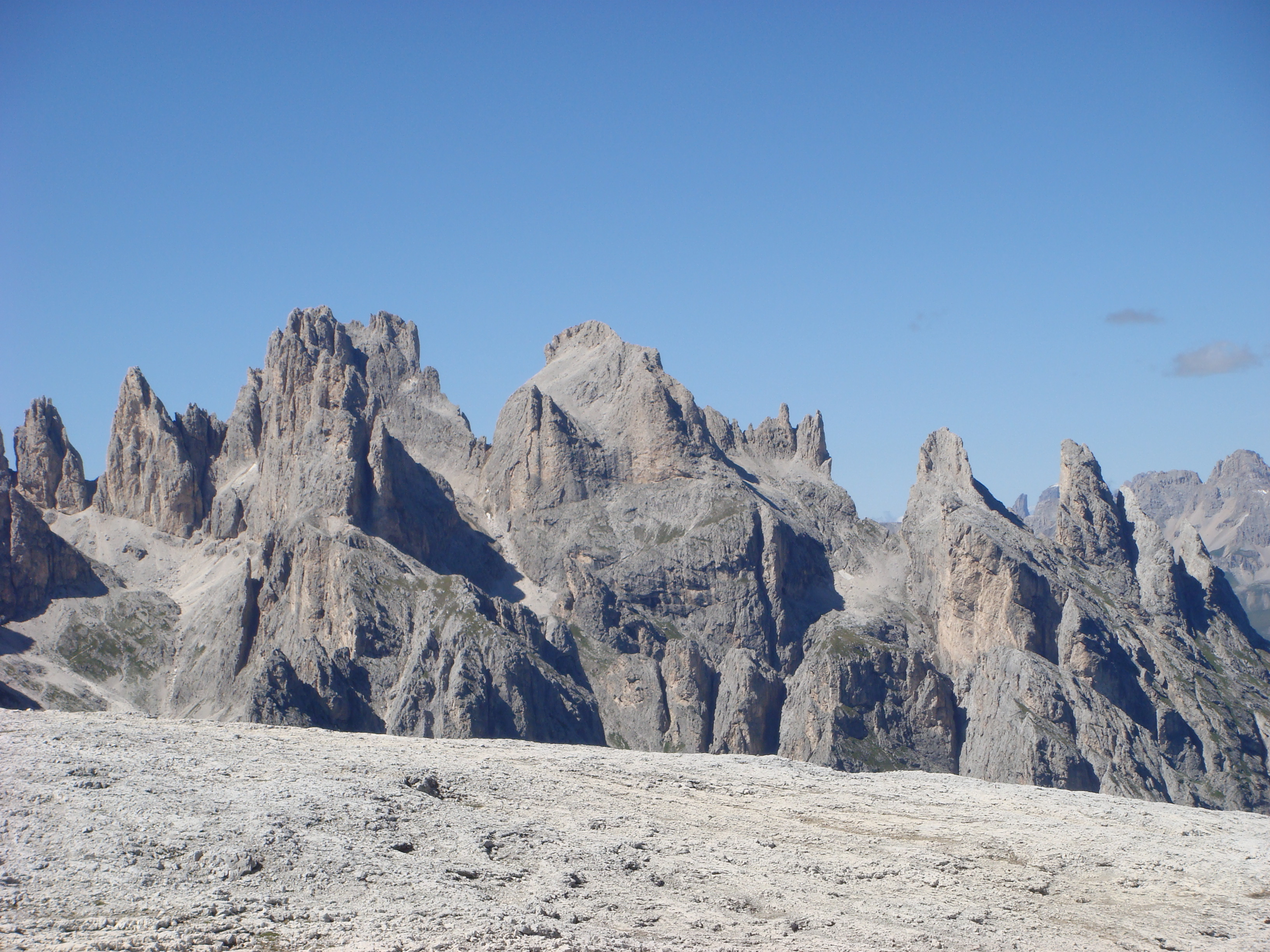
Le versant sud du Monte Focobon vu du plateau des Pale.

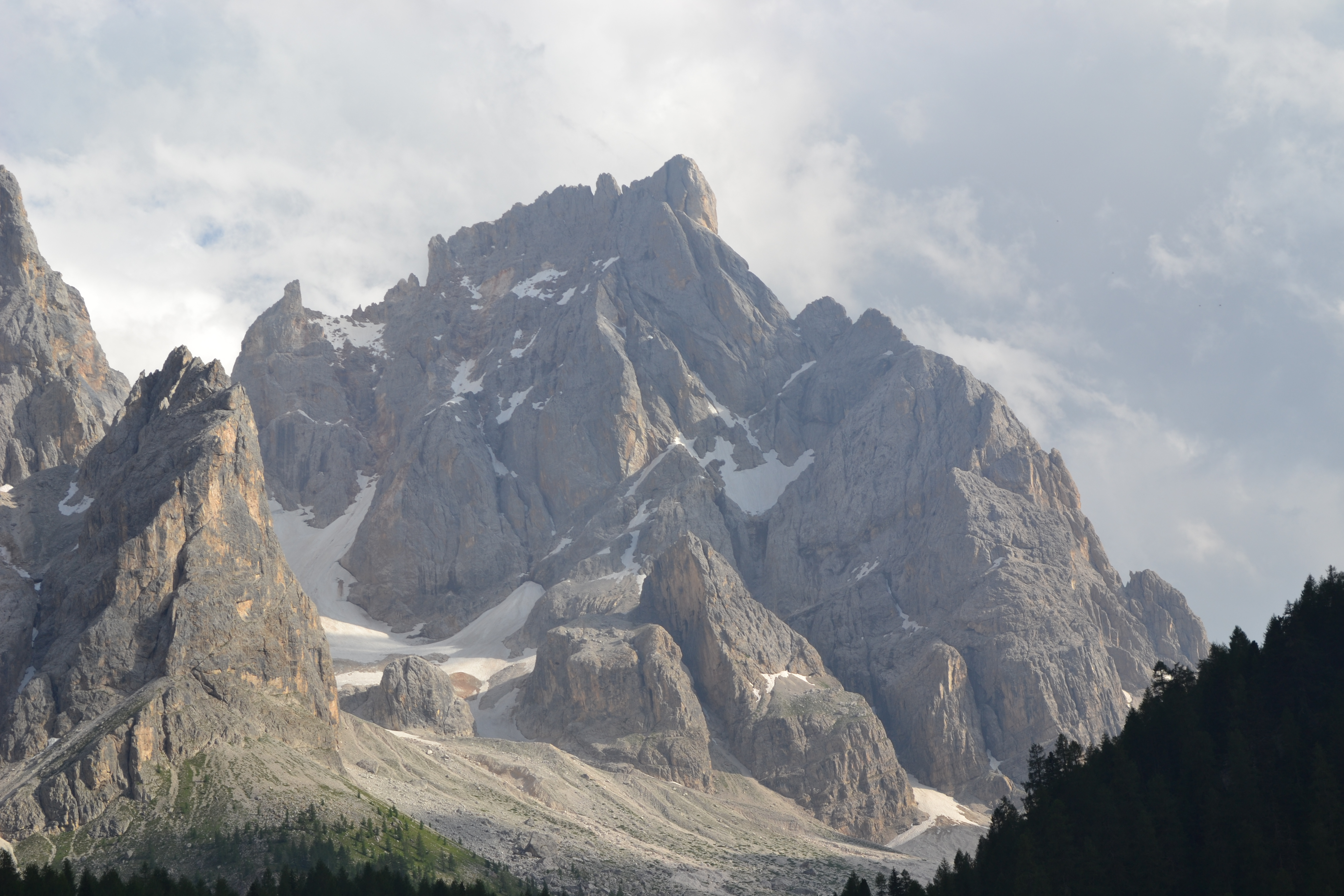
Le Cimon della Pala avec un aperçu du glacier du Travignolo.

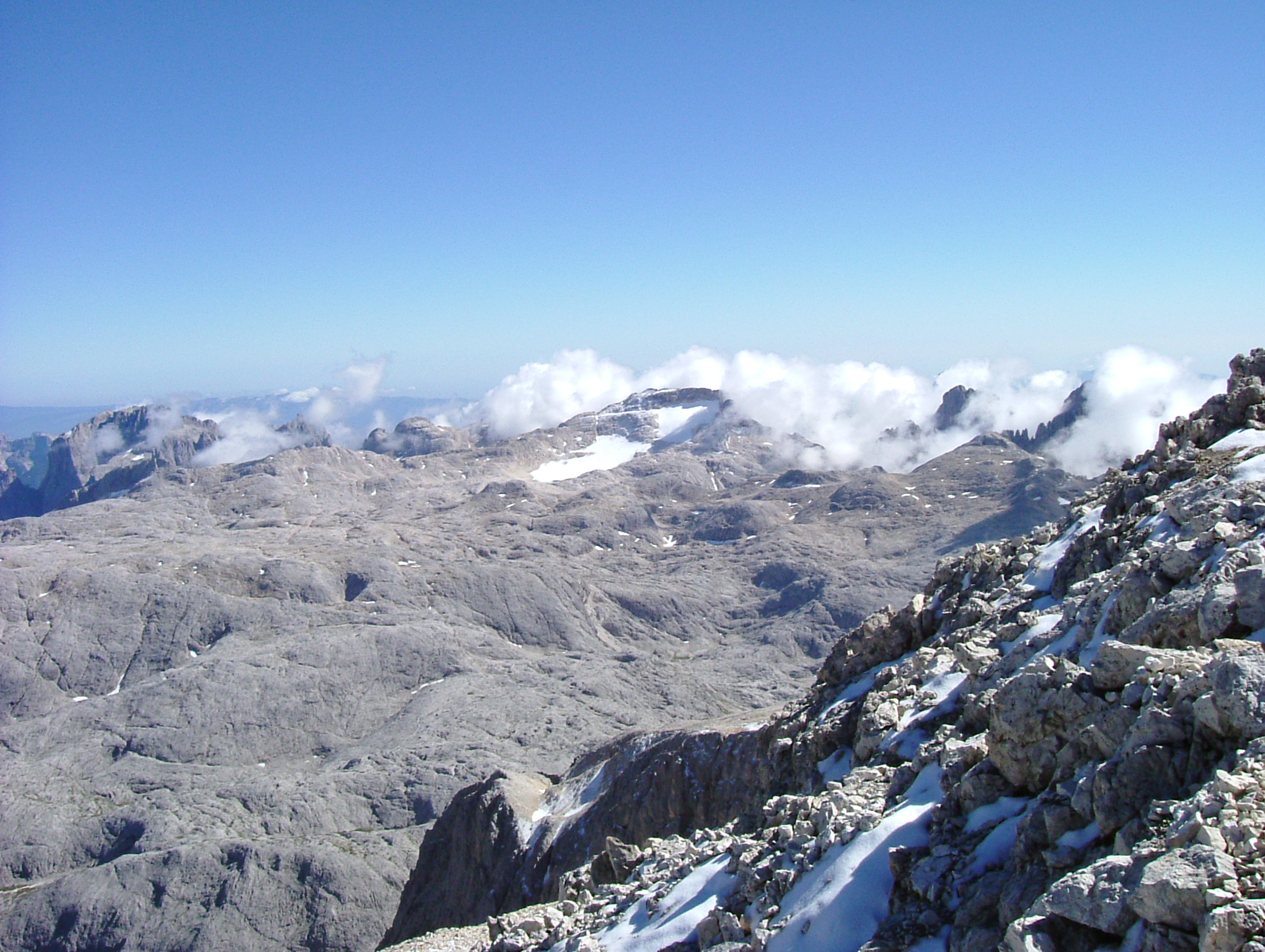
L'étendue rocheuse du plateau des Pale.

- Cima di Vezzana (3 192)
- Cimon della Pala (3 184)
- Cima dei Bureloni (3 130)
- Cima del Focobon (it) (3 054)
- Cima Campido (3 002)
- Pala di San Martino (2 982)
- Fradusta (it) (2 939)
- Mulaz (2 906)
- Cima Canali (it) (2 900)
- Monte Agnèr (2 872)
- Croda Granda (it) (2 849)
- Cima di Lastei (2 844)
- Sass Maor (2 812)
- Cima della Madonna (2 752)
- Rosetta (2 743)
- Cima di Manstorna (2 741)
- Cima delle Pape (2 503)
- Col Becher (2 444)
- Sasso Bianco (2 407)
- Pale di San Lucano (2 406)
- Cimon della Stia (2 391)
- Piz Zorlet (2 378)
- Sass Negro (2 189)

### Principaux glaciers
- Glacier du Travignolo (it)
- Glacier de la Fradusta (it)
- Glacier des Zirocole
- Glacier du Focobon
- Glacier de Val Strut

### Climat
Records de température :
- −48,3 °C : dans le gouffre de Busa Fradusta (27 décembre 2010)[5] ;
- −49,6 °C : à Fradusta (10 février 2013), la température la plus basse jamais enregistrée en Italie[6].

## Histoire

### Alpinisme
L'histoire de l'alpinisme des Pale di San Martino peut être divisée en trois périodes : une première phase d'exploration et de conquête systématique des pics dans la seconde moitié du XIXe siècle ; une seconde phase d'exploration des différentes parois du massif, qui va du début des années 1900 à la Seconde Guerre mondiale ; une troisième phase, contemporaine, comprend l'escalade sportive. 
Les premiers voyageurs et grimpeurs étaient britanniques : Josiah Gilbert et George Cheethmann Churchill, intrigués par une représentation picturale des montagnes et de l'environnement naturel, arrivèrent à Primiero en 1862, recueillant des informations qu'ils transmirent ensuite dans leur guide The Dolomites Mountains (1864). 
En 1865, un autre groupe de grimpeurs est arrivé dans la vallée de Cismón : parmi eux John Ball, qui a surnommé le Cimon della Pala le Cervin des Dolomites, et Douglas William Freshfield. 
Une description des montagnes et des vallées au pied des Pale est représentée par les récits d'Amelia Edwards, Untrodden peaks and unfrequented valleys, publié en 1872. Edwards s'étonne de la présence d'un territoire économiquement développé et riche en témoignages artistiques (Fiera di Primiero, Agordo, Predazzo), mais très difficile d'accès, relié au reste de l'Italie uniquement par des pistes muletières, le long desquelles elle a rencontré des villages très pauvres. 
Le 3 juin 1870, ER Whitwell, Santo Siorpaes et Christian Lauener atteignirent pour la première fois le sommet du Cimon della Pala (3 184 m), à travers le glacier du Travignolo et le versant nord. Face à la montagne de ce côté, qui offre une perspective fallacieuse, ils ont cru à tort que le Cimon della Pala était le plus haut sommet des Pale.
En 1875, le Monte Agnèr a été remporté par Cesare Tomè et ses compagnons et, plus tard dans la même année, le Sass Maor est également tombé. Le 23 juin 1878, Alfredo Pallavicini, Julius Meurer, Santo Siorpaes, Angelo Dimai et Michele Bettega ont réussi à gravir le sommet techniquement le plus difficile du groupe, la Pala di San Martino (2 982 m)
Trois ans plus tard, Freshfield et Charles C. Tucker ont réussi à conquérir le sommet le plus élevé (quoique de quelques mètres), la Cima di Vezzana (3 192 m). 
Après cette série de conquêtes, presque tous les pics mineurs des différents sous-groupes sont conquis, entre 1888 et 1900 : ce sont les années de Bortolo Zagonel, Ludwig Darmstadter, Leon Treptow, Thomas Oberwalder, des frères Von Radio-Radiis et autres. Les réalisations les plus importantes de la période sont la face nord-ouest du Cimon della Pala (Melzi-Zecchini en 1893), l'ascension hivernale de la Croda Granda (Schuster et Zecchini en 1900) et l'ascension solitaire de la Cima della Madonna (Winkler en 1886). 
Après cette phase prolifique d'ascensions, à l'aube du XXe siècle commence l'exploration des grandes faces rocheuses et les plus actifs sont Plaichinger, Hamburger, Teifel, et Hoffmuller ; après cela, la Grande Guerre a éclaté en 1914 et les activités ont été bloquées. L'alpinisme sur les Pale reprendra après 1918. 
Au cours des vingt années entre les deux guerres mondiales, il y a une grande reprise de l'alpinisme. D'abord Gunther Langes grimpe en 1920 pour la première fois le spignolo de la Cima della Madonna, connu sous le nom de Spigolo del Velo, déjà tenté par Angelo Dibona. Il effectue ensuite des dizaines d'autres itinéraires dans les Pale. L'année suivante, c'est au tour de la grande face nord de l'Agnèr, le plus haut mur des Dolomites, remporté par Francesco Jori, Arturo Andreoletti et Alberto Zanutti, alors qu'entre 1926 et 1930 Emil Solleder ouvre une série d'itinéraires privilégiés, comme la face est du Sass Maòr (premier VI du Pale di San Martino) et l’arête nord de la Pala di San Martino. Fritz Wiessner opère lui dans le val Canali, traçant des itinéraires qui deviennent célèbres comme l'arête ouest du Sass d'Ortiga ou la face sud de la Cima dei Lastei. Entre 1932 et 1935, Celso Gilberti et Oscar Soravito ont traversé la face nord de l'Agnèr, Ettore Castiglioni a ouvert sept voies dans les Pale (souvent avec son partenaire Bruno Detassis), Alvise Andrich a tracé une nouvelle voie cotée VI sur le Cimon della Pala et une autre voie sur la face sud de la Cima Val di Roda, et les Allemands Bertl et Kleisl ont ouvert une voie sur le Cimòn della Pala. 
Le déclenchement de la Seconde Guerre mondiale a ralenti l'activité des alpinistes. Cependant, le guide Gabriele Franceschini a ouvert une centaine de voies entre les années 1940 et 1950, dont beaucoup deviennent des classiques dans les années suivantes. 
Les années 1960 sont celles des itinéraires directs et il y a une nouvelle floraison de voies sur toutes les parois du massif : en 1963, la voie directe Fiamme Gialle au Cimòn della Pala ; en 1964, la voie directe du mur sud-est du Sass Maòr ; en 1967, la face nord-est du Monte Agnèr ; en 1969, la via Settimo Bonvecchio jusqu'à la Pala di San Martino. Ce sont aussi les années des grandes ascensions hivernales, comme la voie Jori, achevée en 1968 par Reinhold Messner. Pendant cette période, Renzo Timillero Ghigno, Claudio Barbier, Renato Gobbato et Carlo Andrich opèrent aussi sur les Pale. Dans la seconde moitié de la décennie, les frères Camillo et Gianpaolo de Paoli, Bepi Pellegrinon, Toni Marchesini (qui suscitera la controverse pour ses ascensions solitaires silencieuses) et Hans Frisch ont ouvert des voies dans le groupe montagneux. 
La décennie suivante voit Enzo Cozzolino à l'œuvre dans le Monte Agnèr et sur la Pala di San Martino. Benvenuto Laritti et Guido Pagani, deux alpinistes qui ont gravi la voir directe Fiamme Gialle, ouvrent de nombreux itinéraires sur les parois encore inexplorées du groupe. En 1978, Maurizio Zanolla, connu sous le nom de Manolo. ouvre la Via dei Piazaroi sur la Cima della Madonna, qui atteint la note maximale de VII (aujourd'hui VIII-). Puis il trace le Biasin-Scalet en 1979, évaluant la difficulté à IX. En 1980 ce fut à nouveau le tour du Sass Maòr avec la via Supermatita sur rocher poreux. De là, il y a une succession d'itinéraires de toutes sortes de difficultés, passant par Noureev (X-) et el Marubio (IX) jusqu'aux cani morti sur le Campanile Basso dei Lastei (X). 
Les années 1980, également prolifiques en escalade de toutes sortes, ont surtout vu Renzo et Giacomo Corona, Riccardo Bee et Lorenzo Massarotto au travail. Les deux premiers ouvrent de nombreux itinéraires et réalisent également les premiers itinéraires hivernaux ; le troisième explore principalement le sous-groupe du Monte Agnèr ; le dernier ouvre un nombre impressionnant d'itinéraires dans le sous-groupe du Monte Agnèr et effectue également les premiers enchaînements hivernaux. 
L'exploration des Pale di San Martino se poursuit aujourd'hui et de nouvelles voies sont toujours tracées, bien qu'à un rythme moins rapide qu'auparavant.

### Effondrements
Il y a eu plusieurs affaissements de la roche au fil des ans. Les plus récents ont eu lieu en 2008, sur le pilier Castiglioni, et en décembre 2011, lorsqu'un bloc rocheux d'une taille d'environ 150 × 300 mètres s'est effondré de la face est du Sass Maor, effaçant partiellement 3 itinéraires alpins. 

## Activités

### Principaux refuges
- Refuge Pedrotti alla Rosetta 2 581 m
- Refuge Velo della Madonna 2 358 m
- Refuge Giuseppe Volpi al Mulaz 2 571 m
- Refuge Pradidali 2 278 m
- Refuge CapannaCervino 2 084 m
- Refuge Canali-Treviso 1 631 m
- Refuge Scarpa-Gurekian 1 735 m
- Baita Segantini 2 200 m

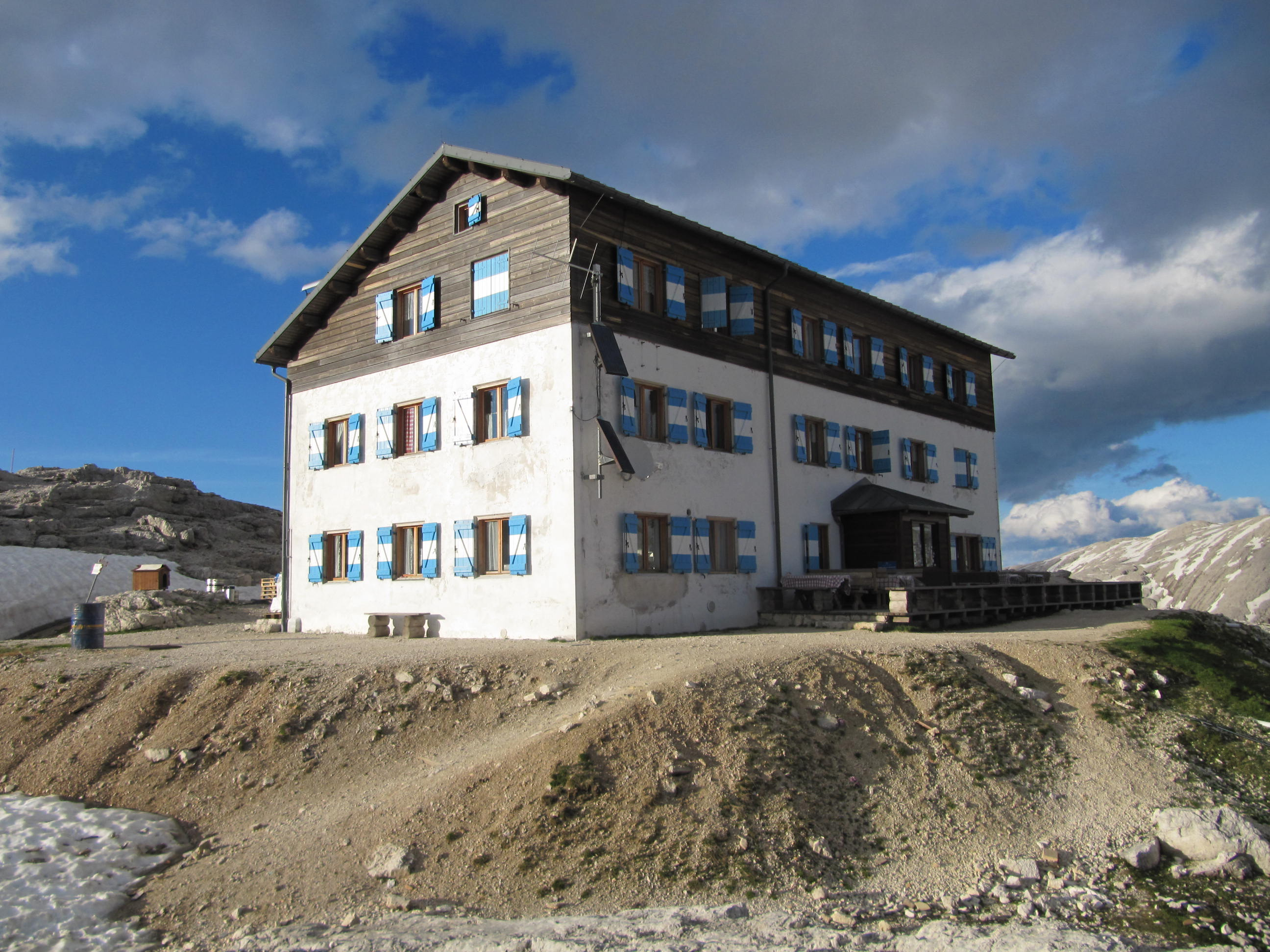
Le refuge Giovanni Pedrotti.
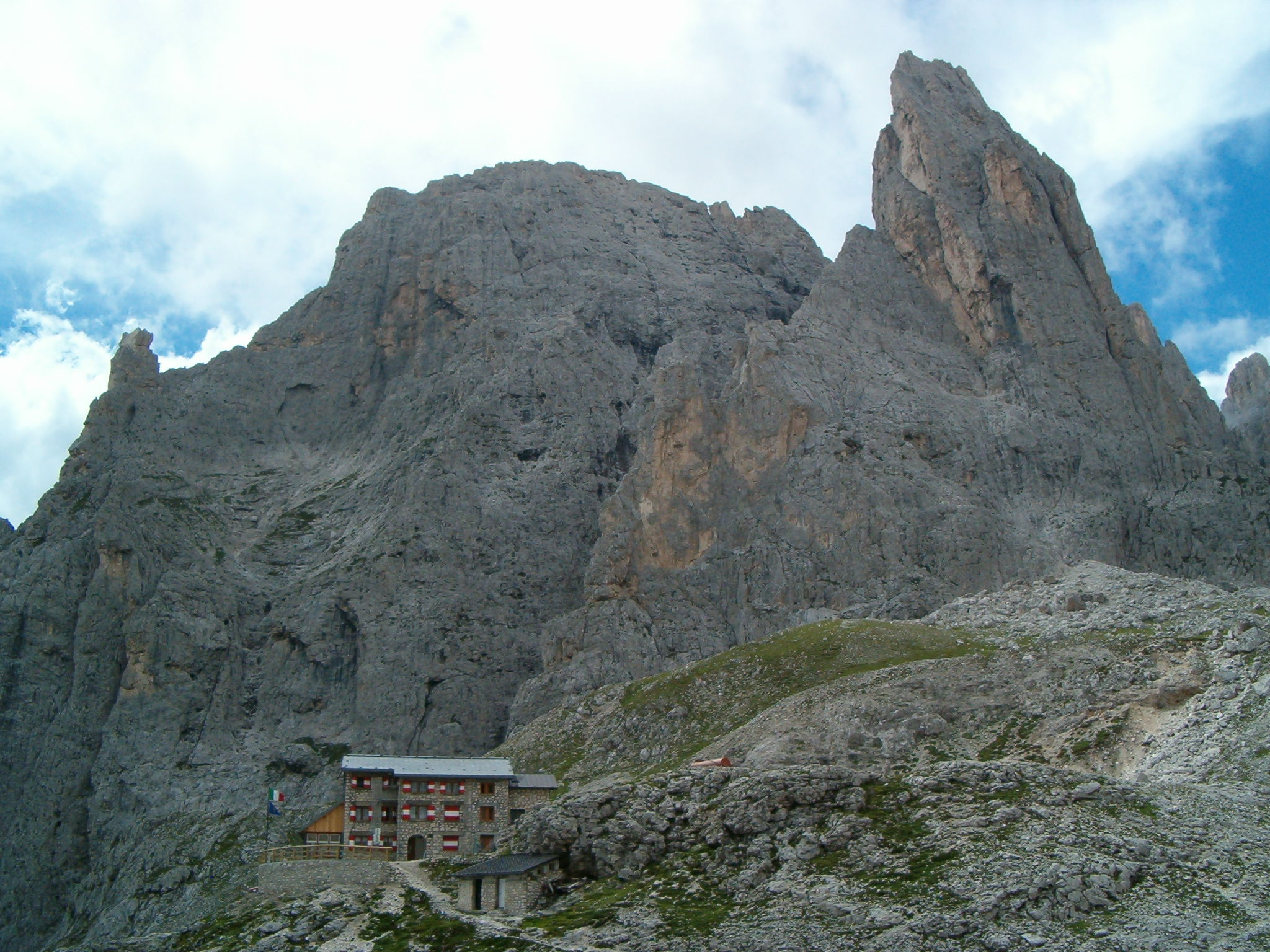
Le refuge Pradidali.
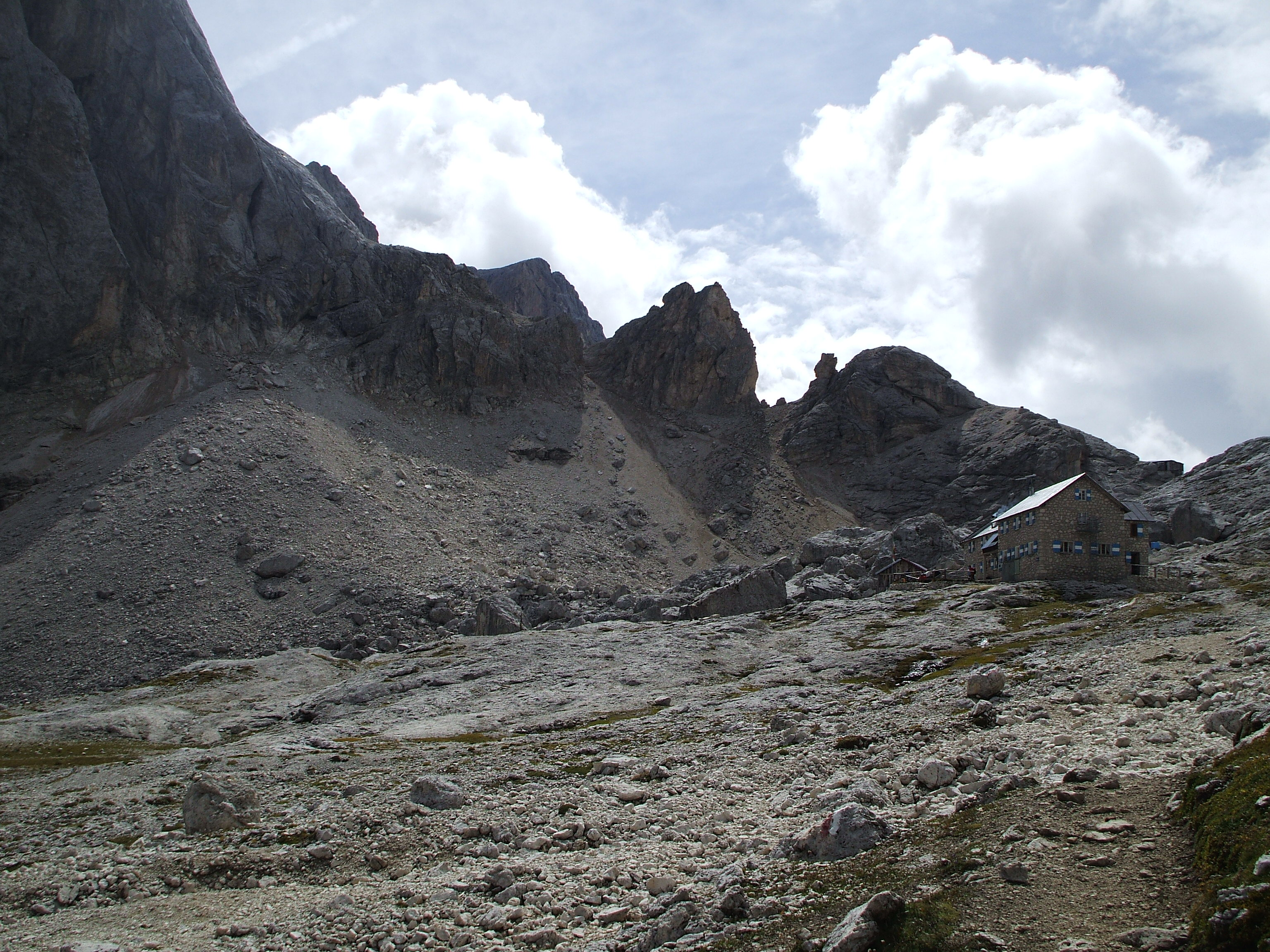
Le refuge Volpi di Misurata.

### Via ferrataet sentiers équipés
- Via ferrata Bolver-Lugli au Cimon della Pala
- Via ferrata Gabitta d'Ignotti
- Via ferrata del Velo
- Via ferrata Stella Alpina
- Chemin équipé Dino Buzzati
- Chemin équipé Nico Gusella
- Chemin équipé Camillo Depaoli
- Chemin équipé du Passo di Ball
- Chemin équipé du Cacciatore